# Стогово
Стогово е планина в западната част на Северна Македония. На юг планината се свързва чрез високопланинска седловинна част с планината Караорман, така че в по-общ план двете формират отделно планинско тяло. Стогово е осмата по височина планина в Северна Македония със своя най-висок връх Голем рид висок 2273 м. Други върхове са Бабин сърт (2242 м), Стогово (2218 м) и Канеш (2216 м).

## География
От север Стогово се отделя чрез река Радика и нейното долно поречие от планината Дешат. От запад планината е преградена от река Черни Дрин и нейната долина. От изток притокът на Радика Мала река е границата между Стогово и Бистра планина. В северната си част Стогово е географска граница на Миячията и Ростушко-Мавровския район, в тази част на полите на планината е известното през Възраждането село Гари. Западната част на Стогово е географска граница на пъстрата област Жупа. Чрез тясно свързания с планината Караорман в по-широк план двете планини ограждат от север Стружкото поле и служат за западна граница на Горна Дебърца.

## Туризъм
Планината Стогово е лесно достъпна поради неголемите си размери и височина. Може да бъде посетена с автобус от Скопие до Дебър като се слиза в местността Божков мост, от там пеша или с превозно средство може да се стигне по асфалтиран път до Гари – 9 километра. През летните месеци юли и август има директен автобус от Скопие за Гари и Лазарополе. В Гари може да се нощува в пенсионерския дом, който е отворен постоянно.